# 芃芃溫泉
芃芃溫泉，曾一度訛稱為梵梵溫泉，是臺灣宜蘭縣大同鄉英士村（舊稱芃芃社、繃繃社）的一處溫泉，分布於芃芃溪谷中，依地質分類屬於雪山山脈變質岩溫泉，依型態分類屬於野溪溫泉。

## 泉質
芃芃溫泉水色清澈，可浴，水量小，溫度約60℃，酸鹼值約pH6.4-7.5，含碳酸氫根離子約707ppm，鈉離子326ppm，屬於中性碳酸氫鈉泉。